# Enoplolaimus similis
Enoplolaimus similis är en rundmaskart som beskrevs av Allgen 1929. Enoplolaimus similis ingår i släktet Enoplolaimus och familjen Enoplidae. Arten är reproducerande i Sverige. Inga underarter finns listade i Catalogue of Life.